# Pickering Operations Complex
Pickering Operations Complex (кит.: 必麒麟运作大厦)  — хмарочос в Сінгапурі. Штаб-квартира компанії SingTel, також в ньому розташований готель компанії. Висота будинку становить 201 метр, 45 поверхів, 43 з котрих надземні. Будівництво було завершено в 1986 році. 
Конструкція будинку зроблена з залізобетону, і за своїм дизайном схожа на поряд розташований OCBC Centre.